# Wendy Toye
Wendy Toye, eigentlich Beryl May Jessie Toye, CBE (* 1. Mai 1917 in London; † 27. Februar 2010 in Hillingdon, London) war eine britische Regisseurin, Schauspielerin und Choreografin.

## Leben
Toye trat bereits im Alter von drei Jahren in der Royal Albert Hall als Tänzerin auf. Im Alter von neun Jahren trat sie im London Palladium mit einer eigenen Choreografie auf. Sie hatte 1932 ihr Spielfilmdebüt als Schauspielerin und arbeitete ab 1936 auch als Choreografin in verschiedenen Filmproduktionen. 1950 war sie Co-Regisseurin bei der Broadway-Produktion Peter Pan mit Boris Karloff und Jean Arthur in den Hauptrollen, zwei Jahre später drehte sie mit The Stranger Left No Card einen ersten Kurzfilm, der bei den Internationalen Filmfestspielen von Cannes mit dem Grand Prix ausgezeichnet wurde. 1956 wurde ihr Kurzfilm On the Twelfth  Day für einen Oscar sowie für einen British Film Academy Award nominiert. Bei der Berlinale 1963 war sie Vorsitzende der Jury. Ihre letzte Regiearbeit war eine Neubearbeitung ihres ersten Films The Stranger  Left No Card als eine Episode der Fernsehserie Die unglaublichen Geschichten von Roald Dahl. 1992 wurde sie zum Commander of the Order of the British  Empire (CBE) ernannt.
Toye war zwischen 1940 und 1950 mit Edward Selwyn Sharp verheiratet.

## Filmografie (Auswahl)

### Regie
- 1952: The Stranger Left No Card
- 1954: Der Fall Teckmann (The Teckman Mystery)
- 1955: … aber lieb ist sie doch! (All for Mary)
- 1955: On the Twelfth Day
- 1955: Mord ohne Mörder (Three Cases of Murder)
- 1955: Ferien mit Papa (Raising a Riot)
- 1982: Die unglaublichen Geschichten von Roald Dahl (Tales of the Unexpected)

### Choreografie
- 1936: Pagliacci
- 1940: Der Dieb von Bagdad (The Thief of Bagdad)
- 1945: Musikpiraten (I'll Be Your Sweetheart)
- 1946: Schicksal von gestern (Piccadilly Incident)

### Als Darstellerin
- 1932: Dance Pretty Lady
- 1935: Invitation to the Waltz
- 1939: The Insect Play
- 1945: Musikpiraten (I'll Be Your Sweetheart)
- 1955: On the Twelfth Day

## Auszeichnungen
- 1953: Best Fictional – Short Film bei den Internationalen Filmfestspielen von Cannes für The Stranger Left No Card